# Platyrhacus doryphorus
Platyrhacus doryphorus är en mångfotingart som beskrevs av Carl Graf Attems 1899. Platyrhacus doryphorus ingår i släktet Platyrhacus och familjen Platyrhacidae. Inga underarter finns listade i Catalogue of Life.